# Sapphirina ovatolanceolata
Sapphirina ovatolanceolata är en kräftdjursart som beskrevs av James Dwight Dana 1849. Sapphirina ovatolanceolata ingår i släktet Sapphirina och familjen Sapphirinidae. Inga underarter finns listade i Catalogue of Life.